# التهاب العظام
التهاب العظم (بالإنجليزية: Osteitis)‏ يقصد به الأمراض التي يحدث فيها التهابا في العظم مثل:
- عدوى التهاب العظم و في أكثر الاحيان وفي الغالب يكون المسبب له البكتيريا.[2][3]
- التهاب العظم السنخي (السنخ الجاف).
- التهاب العظم المكثف
- التهاب العظم المشوه (مرض باجيت).
- التهاب العظام الليفي الكيسي (مرض فون ريكلنغهاوزن العظمي).
- التهاب العظم العاني
- التهاب العظم الاشعاعي
  - التهاب العظم الحرقفي المكثف

## في الحيوانات
- التهاب العظم الشامل ( حالة من طول العظام من سلالة الكلاب).
- يخلط التهاب عظم القدم في الحِصان أغلب الاحيان مع التهاب الصفيحة